# Long Lost Son
Long Lost Son is een Amerikaanse dramafilm onder regie van Brian Trenchard-Smith, naar een scenario geschreven door Richard Blade. De productie is een televisiefilm die op 24 juli 2006 voor het eerst werd uitgezonden door het Amerikaanse Lifetime Television.

## Verhaal

### Proloog
Ex-marinier Quinn Halloran (Craig Sheffer) en Kristen Sheppard-Halloran (Gabrielle Anwar) staan na jaren huwelijk op het punt om van elkaar te scheiden. Ze gaan nog redelijk met elkaar om, maar de liefde is over en hij heeft het huis verlaten. Wanneer Quinn hun vierjarige zoontje Mark (Joshua Friesen) komt ophalen om met hem de middag door te brengen, stelt hij haar voor om te proberen het toch nog samen op te lossen, maar haar besluit staat vast. Hij vertrekt vervolgens met Mark aan de hand en belooft haar dat ze niet zullen gaan varen op zijn boot. Kristen staat hierop, want er is storm voorspeld bij de kust van Californië, waar zij wonen. Ze wacht tot diep in de nacht voordat ze in slaap valt, maar hoort niets meer van Quinn en Mark. De volgende morgen wordt ze uit bed gebeld door de havenmeester. Er is om 9.00 uur een noodsignaal verstuurd vanaf Quinns schip. De boot wordt even later gevonden, maar van Quinn en Mark ontbreekt ieder spoor en wordt niets meer vernomen. Kristen stort in van verdriet.

### Verhaal
Veertien jaar later is Kristen hertrouwd met Steve Collins (Ian Robison). Ze hebben het bevriende stel Ronnie (Philip Granger) en Marge (Holly Fulger) op bezoek, die filmpjes komen laten zien die ze hebben gemaakt toen ze op vakantie waren in de Caraïben. Op een van die filmpjes staan ze op een boot die ze hebben gehuurd van de meevarende John Williams en zijn achttienjarige zoon Matthew (Chace Crawford). Kristens ogen puilen uit bij het zien van de beelden en na ze nog eens gekeken te hebben, weet ze het zeker: John en Matthew zijn Quinn en haar inmiddels achttienjarige zoon Mark.
Kristen vliegt de volgende dag naar de plaats waar het filmpje werd opgenomen en gaat op zoek naar John en Matthews botenverhuur. Wanneer John een week de stad uit blijkt te zijn, spreekt ze Matthew aan. Ze maakt niet bekend waarvoor ze hem echt benadert, maar wil hem de volgende dag huren om te gaan varen. Hij vertelt haar tijdens het tochtje dat hij Canadees is en met zijn vader ook in Honduras heeft gewoond. Zijn vader heeft hem verteld dat zijn moeder is gestorven tijdens een woningbrand toen hij nog jong was. Hij herinnert zich alleen nog van haar dat ze mooi en lief was. Wanneer Matthew Kristen wil overhalen om mee te gaan SCUBA-duiken, gebruikt hij daarbij niettemin een uitdrukking die zij hem zelf ooit leerde toen hij nog een kleine jongen was en staat 100% vast hoe het echt zit.
Omdat Kristen geen paspoort heeft, is ze in eerste instantie op de Caraïben toegelaten met een visum voor 48 uur. Wanneer ze dat gaat laten verlengen bij Agent Bodden (Dennis Garber), vindt die het maar vreemd dat ze zoveel van Matthew weet en hoe geïnteresseerd ze in de jongen is. Ze vertelt hem daarop wat de echte reden van haar komst is. Bodden vindt dit maar een onwaarschijnlijk verhaal. Hij verlengt haar verblijfspapieren met twee weken, maar ze moet beloven dat ze niets over de ware toedracht van haar komst aan Matthew vertelt voordat hij het uitgezocht heeft. Bodden is dit niet van plan, maar denkt niet dat Kristens aanwezigheid op het eiland verder kwaad kan en zo voorkomt hij dat Matthew meegesleurd wordt in haar 'fantasie'.
Matthew belt 's avonds niettemin met zijn vader en vertelt hem over de vrouw die hij heeft ontmoet en hoe ze heet. Bij 'John' (Quinn) gaan hierop de alarmbellen rinkelen. Hij wil dat Matthew die avond nog naar hem toekomt en er vervolgens samen weer vandoor gaan. Kristen heeft Matthew niettemin al betaald voor de volgende dag. Hij brengt daarom eerst 's avonds laat haar geld terug naar haar hotelbaas Patrick (Richard Blade), voor hij naar zijn vader vaart. Wanneer Kristen de volgende morgen het geld krijgt van Patrick en Matthews bijbehorende uitleg hoort, weet ze dat Quinn weet van haar aanwezigheid en samen met haar zoon weer spoorloos wil verdwijnen. Ze haast zich daarom meteen naar een boot om hen te vinden voor ze haar zoon weer kwijt is. Terwijl zij op weg is, krijgt agent Bodden de oude trouwfoto van Kristen en Quinn doorgefaxd. Hij ziet dat Quinn en John inderdaad één en dezelfde man zijn en realiseert zich dan dat Kristens verhaal wel degelijk waar is. Zij komt op tijd bij Quinn aan en wacht met hem in zijn boot op 'Matthew'. Hij legt uit dat hij de jongen destijds meegenomen heeft omdat hij bang was dat hij na de scheiding zijn zoon nooit meer zou zien. Wanneer 'Matthew' even later aan komt lopen, legt Quinn eerlijk uit wie Kristen echt is en wat er in het verleden is gebeurd.

## Rolverdeling
- Gabrielle Anwar - Kristen Sheppard / Halloran / Collins
- Craig Sheffer - Quinn Halloran / John Williams
- Chace Crawford - Matthew Williams / Mark Halloran
- Joshua Friesen - Mark Halloran (als vierjarige)
- Dennis Garber - Agent Bodden
- Richard Blade - Patrick
- Philip Granger - Ronnie
- Holly Fulger - Marge
- Ian Robison - Steve
- Michael McConnohie - Havenmeester Bill

## Trivia
- Actrice Anwar (Kristen) en acteur Sheffer (Quinn/John) hebben net als hun personages in Long Lost Son in realiteit ook samen een kind en een inmiddels verbroken relatie. Hun dochter Willow werd in 1993 geboren.